# 外三塊厝
外三塊厝，是臺灣彰化縣田中鎮的一個傳統地域名稱，位於該鎮西北部。相較於今日行政區，其範圍大致包括大社里西南部邊界地帶、三光里不含東部邊界地帶、三民里不含東部邊界地帶及西部邊界地帶，以及田尾鄉睦宜村東南端一小部分。

## 歷史
台灣清治末期至日治初期，外三塊厝地區為一街庄，稱為「外三塊厝庄」，隸屬於東螺東堡。該庄西北與饒平厝庄為鄰，東北與大紅毛社庄為鄰，東邊北側一小段與卓乃潭庄為界，東邊及東南邊為大新庄，西南邊及西邊為北斗庄。
1901年（日治明治三十四年）11月，全台廢縣廳改設二十廳，該庄隸屬於彰化廳。1903年（明治三十六年）6月，該庄編入「田中央區」，隸屬於彰化廳。1909年（明治四十二年）10月，合併二十廳為十二廳，田中央區改隸屬於臺中廳。1920年（大正九年），該庄改制為「外三塊厝」大字，隸屬於臺中州員林郡田中庄。1940年，田中庄升格為田中街。
戰後田中街改制為田中鎮，隸屬於臺中縣，大字亦改制為里。1950年10月，中、彰、投分治，田中鎮改隸屬彰化縣。

## 聚落
本地區發展較早的聚落有外三塊厝、十張犁等，在日治期初期的官方地圖上已有記載。此外，本地區尚有埔頭、新厝等聚落。

## 交通
縣道150號（斗中路二段）是芳苑至南投的道路，大致以西北西—東南東走向轉西北—東南走向經過本地區中部。由該道路向西北西轉西可前往北斗、埤頭、二林、芳苑等地，向東南經田中市區轉東北可前往名間西北部、南投並止於省道台3線、台14乙線路口。
鄉道彰83線（民光路二段～一段）是永靖至外三塊厝的道路，其南側端點位於本地區中部外三塊厝聚落的縣道150號路口。由此向北轉東北繞大彎轉西北再轉北，經鄉道彰95線起點路口後出境，可前往大紅毛社西部、小紅毛社、湳港舊、湳港西的北部並止於省道台1線路口。
鄉道彰95線（大社路二段）是排仔路頭至田中的道路，其西北側端點位於本地區北部
的鄉道彰83線路口。由此向東南出境後，可前往大紅毛社南南西端、卓乃潭西部北側、大新東北部、卓乃潭西南部、田中市區並止於縣道150號路口。
鄉道彰98線（民生路）是北斗至十張犁的道路，其東側端點位於本地區中部偏東南的縣道150號路口。由此向西南轉南南西蜿蜒而行，出境後可前往東北斗、東北斗與西北斗交界地帶並止於縣道150號另一路口。

## 學校
- 明禮國小